# バーガルプル
バーガルプル（भागलपुर, Bhagalpur）は、インドのビハール州の都市である。バーガルプル県（ज़िला, district）の県都。
州都のパトナーの東200kmに位置する。
※日本では英語表記をもとに「バガルプール」や「バガルプル」とも表記されるが、現地語表記における母音の長短をカナ表記に反映させるならば「バーガルプル」が妥当である。

## 地理
北緯25.14度　東経86.583度
ガンジス川沿いに位置する。

## 交通
- 道路
  - 2017年、ガンジス川を横断する橋の建設工事が開始された。4車線、全長3.1キロメートルの大規模な橋の設計と工事はカナダの企業が請け負った。当初の完成予定は2019年であったが、相次いで工期が延期。加えて2022年4月30日には暴風雨で建設中の構造物の一部が崩落[2]。さらに翌2023年6月4日には橋の大部分が崩落[3]して完成時期は不透明となった。

- 鉄道